# 烏克蘭總軍事委員會
烏克蘭總軍事委員會 (烏克蘭語：Український генеральний військовий комітет; Ukrayinskyi heneralnyi viyskovyi komitet) 是1917年5月18日在全烏第一次軍事會議上決議成立的烏克蘭人民共和國的最高軍事機構，負責管理烏克蘭的軍事活動以及負責將位於烏克蘭領土的俄羅斯軍隊轉編入新生的烏克蘭人民共和國軍隊。該委員會被視為烏克蘭國防部的前身。
军事代表大会的代表们决定，该委员会将隶属烏克蘭中央拉達，而非俄罗斯临时政府或全俄军事总司令部。